# Claoxylon fulvescens
Claoxylon fulvescens är en törelväxtart som beskrevs av Airy Shaw. Claoxylon fulvescens ingår i släktet Claoxylon och familjen törelväxter. Inga underarter finns listade i Catalogue of Life.